# Evergrande
Evergrande Group sau Evergrande Real Estate Group (anterior Hengda Group) este al doilea mare dezvoltator imobiliar din China după vânzări, după ce a dezvoltat proiecte în peste 170 de orașe din China. Este pe locul 122 pe Fortune Global 500. Este încorporată în Insulele Cayman și are sediul central în Centrul Financiar Houhai din districtul Nanshan, Shenzhen, provincia Guangdong, China. A fost fondată în 1996 de Xu Jiayin. Vinde apartamente în principal locuitorilor cu venituri superioare și medii. În 2018, a ajuns cea mai valoroasă companie imobiliară din lume.

## Prezentare
Grupul Evergrande deține 565 milioane de metri pătrați de terenuri de dezvoltare și proiecte imobiliare în 22 de orașe, inclusiv Guangzhou, Tianjin, Shenyang, Wuhan, Kunming, Chengdu, Chongqing, Nanjing, Zhengzhou, Luoyang, Changsha, Nanning, Xian, Taiyuan și Guiyang în China continentală. Printre proiectele notabile ale companiei se numără Ocean Flower Island din Hainan. 
Evergrande și Alibaba Group dețin fiecare 50% din Guangzhou F.C.
Evergrande are o marcă de apă minerală: Evergrande Spring (恒大冰泉).
Școala de fotbal Evergrande este cea mai mare școală de fotbal din lume. Evergrande are, de asemenea, afaceri în panouri solare, creșterea porcilor,, agro-industrie și produse pentru bebeluși.
Compania deține, de asemenea, stațiuni și parcuri de distracții. De asemenea, lucrează cu Brigham and Women's Hospital din Massachusetts pentru a gestiona Spitalul Internațional Boao Evergrande din Hainan.
În august 2022, Evergrande a anunțat că va primi 818 milioane de dolari, deoarece contractul de achiziție a terenului pentru noul stadion de fotbal a fost anulat.

## Criza companiei din 2021
Începând cu luna septembrie 2021, compania riscă să intre în incapacitate de plată. Evergrande are în prezent obligațiuni la scadență în 2022 în valoare de peste 7,4 miliarde de dolari. Se estimează că 1.500.000 de clienți și-ar putea pierde banii investiți în casele Evergrande care nu au fost încă construite.
Se apreciază că falimentul companiei Evergrande ar declanșa un nou „moment Lehman Brothers” în China. După ce valoarea acțiunilor a scăzut cu 80% în 2021, s-a înregistrat la 23 septembrie o creștere de  17,18% după o înțelegere cu deținătorii chinezi de obligațiuni. Principala prioritate a firmei este să acopere pierderile suferite de investitori. La 24 septembrie compania a ratat termenul limită de plată. Până în prezent, au existat puține semne de stres pe piețele monetare și de credit, precum și în alte domenii care ar semnala că criza se extinde dincolo de China.
La 10 noiembrie 2021, Evergrande a intrat în situație de neplată pentru încă 3 obligațiuni după ce a ratat perioada de grație pentru plățile dobânzilor, dar se pare că a realizat plățile după termenul limită.
La 6 decembrie 2021, acțiunile companiei s-au prăbușit pe bursă, scăzând la un minim din ultimii 11 ani.